# Love, Lies (película de 2016)
Love, Lies (en hangul, 해어화; romanización revisada, Hae-eohwa) es una película histórica surcoreana de 2016 dirigida por Park Heung-sik, reuniendo a las coestrellas de The Beauty Inside Han Hyo-joo, Chun Woo-hee y Yoo Yeon-seok. La historia se desarrolla durante la ocupación japonesa de Corea en 1943.
La película se estrenó el 13 de abril de 2016. Los críticos particularmente alabaron la película por su reconstrucción tan meticulosa del Seúl de 1940, incluyendo escenarios, paisaje, vestuario y música.

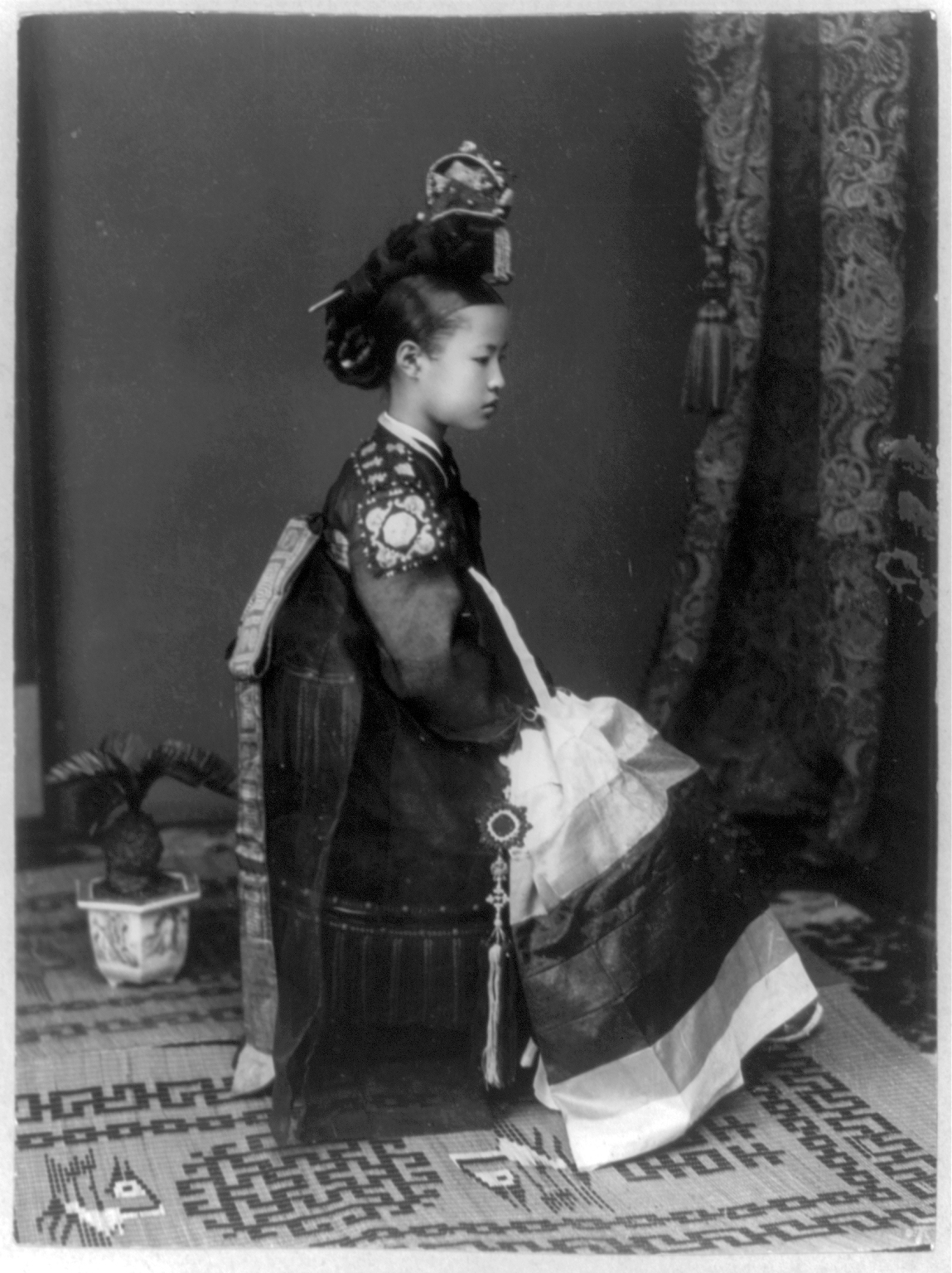
Kisaeng (ocupación japonesa de Corea).

## Sinopsis
Las mejores amigas Jung So-yul (Han Hyo-joo) y Seo Yeon-hee (Chun Woo-hee) son dos de las últimas gisaeng. A pesar de que disfrutan la música pop, están determinadas a cantar jeongga, o canciones coreanas clásicas. La vida de So-yul se derrumba cuando su amante, el productor de música pop Kim Yoon-woo (Yoo Yeon-seok), se enamora de Yeon-hee y la ayuda a debutar como cantante pop. La historia sigue a So-yul en una espiral descendente, mientras es consumida por los celos.

## Elenco
- Han Hyo-joo es Jung So-yul.
- Chun Woo-hee es Seo Yeon-hee.
- Yoo Yeon-seok es Kim Yoon-woo.
- Park Sung-woong es el jefe de la Policía.
- Jang Young-nam es San-wol.
- Ryu Hye-young es Kim Ok-hyang.
- Kim Young-min como el Director de Producción.
- Jang In-sub como Hong Seok.
- Lee Han-wi como un Contador.
- Oh Ha-nee como empleada de club en Gyeongseong.[6]

## Producción y estreno
La filmación empezó el 21 de junio de 2015 y terminó el 17 de octubre. Los tres actores protagonistas anteriormente habían trabajado juntos en la película de 2015 The Beauty Inside. Han Hyo-joo aceptó el papel de So-yul en Love, Lies porque es una mujer dominante diferente a sus más recientes éxitos de cine. También quería probar un rol más desafiante, siendo esta su primera vez como antagonista. En su preparación para el personaje aprendió japonés, danza, y canciones coreanas tradicionales.
La película se estrenó en octubre de 2015 en el "Busan International Film Festival".  En marzo de 2016, fue promocionada en Hong Kong en el "Hong Kong International Film & TV Market" asegurando su distribución en Japón (KlockWorx), Taiwán (KBro Medios de comunicación) y Filipinas (Viva Comunicaciones). La premier VIP se llevó a cabo el 11 de abril de 2016 en Lotte Cinema en Songpa-gu, Seúl, y el estreno nacional el 13 de abril. Inició en quinto lugar de la taquilla con 133,563 entradas vendidas a través de 572 cines. La película ganó $1.67 millones en cinco días (de miércoles a domingo).

## Recepción crítica
Rumy Doo de The Korea Herald calificó  la película como una obra "meticulosamente realizada" y señaló la laboriosa recreación del Seúl de 1940 (entonces llamada Gyeongseong). Doo dijo de Han Hyo-joo que es "un poco estirada" en el principio de la película, pero su retrato de una celosa y equivocada mujer es más convincente y "dolorosamente humano". Jin Eun-soo del Korea JoongAng Daily se refirió a la película como un "festín para los ojos y oídos", alabando el talento musical de los actores, el diseño de vestuario, y la reconstrucción del Seúl de la década del 40. Yun Suh-young de The Korea Times  también alabó el rendimiento musical de los actores.
Shim Sun-ah de Yonhap News Agency dio a la película una revisión más mixta. Alabando "el brillante rendimiento" de Han Hyo-joo y Chun Woo-hee, dijo que Chun cantando no es suficientemente creíble para un personaje con "talento hipnotizante". Tampoco le agradó el "maquillaje tan" antinatural de So-yul como una anciana. Según Shim, la debilidad más grande de la película es el storyline, porque es muy vago sobre cómo Yoon-woo cambió su amor por So-yul para amar a Yeon-hee, y por qué Yeon-hee no siente ningún remordimiento de quedarse con el amante de su mejor amiga. Shim dijo que la fortalezza de la película es su "immaculada reconstrucción del la época", con escenarios cuidadosos, vestuario y música.

## Temas

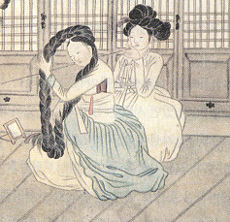
Gisaeng En una pintura del siglo XIX

Destaca en la película el conflicto  entre tradición y modernidad, ilustrados por el clásico jeongga y la música de pop coreana temprana (después conocida como trot ). En rueda de prensa, el director Park Heung-sik explicó cómo eligió los escenarios de la película: "La década de 1940 fue un período difícil  para los coreanos... Pero fue también uno durante el cual el pop coreano primario emergió y experimentó su época dorada. Ese era un período bueno para mostrar el conflicto entre dos gisaeng que querían convertirse en grandes cantantes." El director Park se concentró en cómo So-yul se pierde a través de los celos, la "emoción universal", y más tarde se encuentra y lamenta su pasado. Dijo que la película puede ser resumida por la frase "Por qué no supe esto antes, si esto es tan bueno".
Otro tema en la película es la dualidad esperada de una gisaeng, quienes eran bien educadas en las artes pero tratadas socialmente como inferiores y cuya existencia finalmente era para el placer de los hombres. El título coreano de la película literalmente significa "Las flores que entienden palabras" o "Una flor que puede hablar", refiriéndose a las gisaeng. Esto fue explicado por la madre de So-yul durante la película: "Las gisaeng son como flores que pueden entender el discurso humano... Somos flores para ser elegidas por hombres que nos conceden nuestros deseos".

## Premios
- Premio Estrella de  Asia: Han Hyo-joo